# Rudolf Glaber
Rudolf Glaber eller Radulf Glaber, född 985 och död 1047, var benediktinermunk och krönikeskrivare, och en av de viktigaste källorna till den franska historieskrivningen omkring år 1000.
Alternativa namnformer är de latinska Rodulphus Glaber eller Radulphus Glaber och franska Raoul Glaber. Ordet glaber betyder skallig på latin.

## Biografi
Rudolf Glaber berättar själv att han vid 12 års ålder blev novis vid klostret Saint-Léger-de-Champeaux dit han anmodades av sin farbror som var munk på samma ställe. Han blev utslängd från klostret på grund av dåligt uppförande eftersom han inte kunde inordna sig i klosterreglerna. Därefter befinner han sig på olika burgundiska kloster, bland annat Moutiers-Saint-Jean, Saint-Bénigne i närheten av Dijon, Cluny, Moutier och Saint-Germain i Auxerre, där han verkade från 1039 till sin död.
Omkring år 1010 träffade han Vilhelm av Volpiano, som var abbot i Saint-Bénigne och en framträdande person i den reformrörelse som ledde fram till stora schismen 1054. Rudolf Glaber följde med Vilhelm på en resa till Italien år 1028 och uppmuntrats att börja skriva ett historiskt verk. Eftersom de båda tillhörde den reformvänliga delen tar hans verk tydligt parti för reformanterna. Därför beskrivs de tysk-romerska kejsarna Henrik II och Henrik III särskilt positivt, medan Konrad II och påven Benedictus IX, beskrivs genomgående negativt.

## Verk
De bevarade verken inkluderar en hagiografi över Vilhelm aa Volpiano (Vita Sancti Guillelmi Abbatis Divionensis), och hans mest kända verk: Historiarum libri quinque ab anno incarnationis DCCCC usque ad annum MXLIV, ungefär Historia i fem volymer, från 900 e.kr. till 1044 e.kr. Verket Historia påbörjades under tiden i Cluny mellan åren 1026 och 1027 och behandlar huvudsakligen åren mellan 1000 och 1033. Fokus ligger på Frankrikes historia, men enstaka händelser från andra delar av Europa, exempelvis Skottland och Syditalien, beskrivs också. Verket har särskilt stor betydelse som källa till de millenaristiska föreställningarna om världens undergång, som florerade runt det första tusenårsskiftet. Rudolf Glaber berättar bland annat om kätterier, djävulsdyrkan, mirakel, uppenbarelser, sedernas förfall och om kannibalism under en hungersnöd i Burgund. Alltsammans tolkat som tecken på att yttersta domen är nära förestående. Rudolf Glabers beskrivningar har till stor del påverkat bilden av medeltiden som mörk och vidskeplig.